# Incidente del Boeing 707 di Dan-Air nel 1977
L'incidente del Boeing 707 cargo di Dan-Air/IAS Cargo del 1977 fu un incidente mortale che coinvolse un Boeing 707-321C cargo operato dalla Dan-Air Services Limited per conto di International Aviation Services Limited (che all'epoca si chiamava IAS Cargo Airlines), subappaltato dalla Zambia Airways Corporation per operare un servizio settimanale di trasporto merci tra Londra-Heathrow e la capitale dello Zambia, Lusaka, passando per Atene e Nairobi. L'aereo si schiantò durante l'avvicinamento all'aeroporto di Lusaka il 14 maggio 1977. Morirono tutti i sei occupanti.

## L'aereo
L'aereo era un Boeing 707-321C entrato in servizio per la prima volta sotto la Pan American World Airways (Pan Am) nel 1963. Questo aereo fu anche il primo 707 convertibile mai costruito, caratterizzato da un grande portellone da carico sul lato sinistro della fusoliera di prua, che consentiva il trasporto di merci sul ponte principale se configurato come aereo cargo. Dan-Air acquistò l'aereo nel 1976. Era il quarto 707 operato da una compagnia del Regno Unito indipendente, nonché il secondo esemplare di questo tipo con motori turboventola e il secondo convertibile in servizio sotto la compagnia aerea. Al momento dell'incidente aveva volato per circa 47.000 ore.

## Il volo
Il volo era partito dall'aeroporto di Londra Heathrow per effettuare uno scalo ad Atene (aeroporto di Hellinikon), senza alcun incidente; da Atene proseguì per Nairobi (Aeroporto Internazionale Jomo Kenyatta). La partenza da Nairobi per Lusaka, l'ultima tappa, avvenne come previsto alle 07:17 del 14 maggio.
Il 707 viaggiò al livello di volo 310 (FL 310) per circa due ore, dopodiché ricevette l'autorizzazione a scendere fino al livello di volo 110, raggiunto intorno alle 09:23, così i controllori concessero il nulla osta per scendere fino al FL70. Poco prima delle 09:30, i piloti vennero autorizzati a stabilizzarsi a quota 6.000 piedi (1.800 m), pochi istanti dopo l'aereo poté iniziare ad avvicinarsi visivamente alla pista 10. Pochi minuti dopo, i testimoni videro l'intero stabilizzatore orizzontale destro e il gruppo degli equilibratori staccarsi dall'aereo. Successivamente il velivolo perse il controllo del beccheggio ed entrò in picchiata da circa 240 m (800 piedi) al livello del suolo, distruggendosi all'impatto.
Non ci furono sopravvissuti tra i cinque membri dell'equipaggio e l'unico passeggero a bordo dell'aereo, ma non ci fu alcuna vittima a terra. Il relitto si trovava a circa 12.010 piedi (3.660 m) dalla pista.

## L'indagine
Le autorità dello Zambia avviarono un'indagine completa, in seguito delegata alla Air Accidents Investigation Branch del Regno Unito. Le conclusioni tratte da tale indagine sono le seguenti:
È stato determinato che la struttura dello stabilizzatore orizzontale destro si era guastata a causa della fatica del metallo nella struttura del longherone posteriore e per la mancanza di una struttura o di un dispositivo fail-safe adeguato nel caso si fosse verificato un evento del genere. L'indagine individuò pure carenze nella valutazione dei progetti degli aeromobili e della loro certificazione, oltre che nel modo in cui venivano ispezionati.

## La causa
La serie Boeing 707 320/420 aveva il gruppo dello stabilizzatore orizzontale (plano di coda) ingrandito rispetto ai precedenti tipi di 707, e nella fase di riprogettazione i carichi maggiori sulla struttura del piano di coda venivano considerati sostituendo parte della fusoliera in alluminio con acciaio inossidabile. Inoltre, i raccordi dell'attacco del longherone erano stati ridisegnati, rendendoli sia più forti che più rigidi. Ciò ebbe l'effetto imprevisto di cambiare il modo in cui la struttura del piano di coda gestiva le raffiche di vento, i raccordi più rigidi non erano più in grado di aiutare ad assorbire e trasferire le conseguenti sollecitazioni e altri normali carichi aerodinamici, la flessione (cioè i carichi di flessione) degli stabilizzatori orizzontali sinistro e destro dovendo invece essere retti soltanto dai longheroni stabilizzatori. Nel tempo tutto questo formò delle crepe da fatica nel longherone posteriore dello stabilizzatore orizzontale destro, che, a causa della natura nascosta (interna) della costruzione del piano di coda, non fu notata dai tecnici della manutenzione.
Il 707 era stato progettato secondo una filosofia 'fail-safe', e il guasto del longherone posteriore del piano di coda era stato calcolato come insufficiente nel causare la perdita di controllo dell'aeromobile, poiché il longherone anteriore rimanente era sufficientemente forte da consentire all'aereo di atterrare in sicurezza. Il danno doveva quindi essere riparato prima che il Boeing tornasse in volo.
Tuttavia il longherone posteriore destro di G-BEBP si era incrinato senza che il guasto fosse rilevato a causa della sua posizione all'interno di una parte della struttura normalmente non accessibile durante la manutenzione ordinaria e l'aereo aveva volato per un numero considerevole di ore con il guasto presente. Nel corso del tempo l'incrinatura si espanse fino a quando, come è stato ipotizzato, il longherone danneggiato non fu più in grado di sostenere il carico previsto, dopodiché il peso era interamente sostenuto dal longherone anteriore. L'aereo dell'incidente si imbatté in diverse forti raffiche di vento durante l'avvicinamento immediatamente prima dell'incidente che, sebbene non pericolose per un Boeing 707 strutturalmente sano, erano troppo forti per un singolo longherone intatto, portando alla conseguente rottura del componente e al completo cedimento strutturale dell'intero stabilizzatore orizzontale destro.
Sono stati condotti test per determinare se la perdita di un singolo stabilizzatore fosse o meno una situazione recuperabile ed è stato stabilito che il recupero sarebbe stato possibile con un'azione per conto dei piloti sotto forma di assetto del muso. Il relitto recuperato rivelò che l'assetto dell'ascensore avrebbe dovuto essere sufficiente per salvare l'aereo, ma ulteriori analisi hanno concluso che il guasto dello stabilizzatore era abbastanza violento da fratturare il martinetto dell'assetto verticale, il che avrebbe comportato il ribaltamento dello stabilizzatore orizzontale rimanente in una posizione di assetto verso il basso.
Gli investigatori ritenevano improbabile che la crepa trovata nello stabilizzatore guasto dopo l'incidente fosse rilevabile utilizzando i normali test, come l'uso di tintura fluorescente. Si pensava anche che la crepa fosse presente da almeno 6.000 ore di volo prima dell'incidente e prima che l'aereo fosse stato acquistato da Dan-Air dalla Pan Am.
Le ispezioni della flotta del Boeing 707-300, effettuate a seguito dell'incidente, scoprirono che altri 38 velivoli avevano incrinature simili.